# Willem Cobben
Willem Petrus Bartholomaeus Cobben S.C.I. (Sittard, 29 juni 1897 - aldaar, 27 januari 1985) was een Nederlands geestelijke en bisschop van de Rooms-Katholieke Kerk.
Cobben trad op jonge leeftijd toe tot de Priestercongregatie van het Heilig Hart van Jezus en werd op 19 april 1924 priester gewijd. Hij vestigde zich hierna als pastoor in Turku, Finland. Dat land was een traditioneel missiegebied van de congregatie.
Paus Pius XI benoemde Cobben op 19 december 1933 tot apostolisch vicaris voor de Finse Zending en titulair bisschop van Amathus; zijn bisschopswijding vond plaats op 19 maart 1934. In Finland noemde hij zich Gulielmus Cobben. Op 25 februari 1955 werd het apostolisch vicariaat omgezet in een bisdom. Cobben werd nu de eerste bisschop van Helsinki sinds de reformatie. Hij bleef aan tot hij op 29 juni 1967 werd opgevolgd door zijn coadjutor Paul Verschuren.
Hierna vestigde Cobben zich in Aken. Hier werkte hij nog lange tijd als rector van een ziekenhuis. Ook stond hij de bisschoppen van Aken bij in de uitoefening van hun pontificale functies. Nadat hij in 1984 zijn vijftigjarig bisschops- en zijn zestigjarig priesterjubileum had gevierd, vestigde hij zich weer in zijn geboortestad Sittard, waar hij niet lang daarna overleed. Hij was assistent-bisschop bij de Heilige Stoel ofwel bisschop-troonassistent van Zijne Heiligheid, ereburger van Sittard, Ridder in de Orde van de Nederlandse Leeuw en drager van diverse buitenlandse onderscheidingen. 